# آینه‌ها ۲
آینه‌ها ۲ (انگلیسی: Mirrors 2) فیلمی در ژانر ترسناک، معمایی، و تجاوز و انتقام به کارگردانی ویکتور گارسیا است که در سال ۲۰۱۰ منتشر شد. از بازیگران آن می‌توان به نیک استال، امانوئل ووگیر، کریستی کارلسون رومانو، و ویلیام کت اشاره کرد.

## خلاصه داستان
وقتی مکس که در حال گذراندن دوران بهبودی بعد از حادثه‌ای است که برایش اتفاق افتاده کاری را به عنوان مأمور حراست شیفت شب پیدا می‌کند. او شروع به دیدن تصاویری از زنی مرموز در آینه فروشگاه می‌کند…